# Egyszerű angol nyelv
Az egyszerű angol (Basic English) nevű mesterséges nyelvet Charles Kay Ogden alkotta meg és publikálta a Basic English: A General Introduction with Rules and Grammar c. könyvében 1930-ban.
Ogden azt mondta, hogy hét év kell az angol nyelv megtanulásához, hét hónap az eszperantóhoz és hét hét az egyszerű angolhoz.

## Nyelvtan
A következő szabályok és a 850 alapszó alkalmazásával könnyedén kifejezhetjük magunkat ezen a nyelven.
- A többes számot -s jellel képezzük. Az angolhoz hasonlóan itt is érvényesek a következők: susogó hangokra végződő szavak esetén a többes szám jele -es, valamint a szó végi -y -ie-re változik.
- Az -er, -ing és -ed képzőkkel új szavakat alkothatunk.
- Határozókat képezhetünk a melléknevekből a -ly képző segítségével.
- Melléknévfokozás: középfokhoz az -er és a more, felsőfokhoz az -est és a most is használható.
- Az ellentétes fogalmakat az un- előtéttel képezhetjük.
- A kérdéseket fordított szórendben és do kérdőszóval képezzük.
- Az igéket és a névmásokat ugyanúgy ragozzuk, mint az angol nyelvben.
- Összetett szavakat két főnévből (milkman, wordend) vagy főnévből és iránymutatóból (sundown) képezhetünk.
- Mértékegységek, számok, pénzek, hónapok, napok, évek, időpontok és nemzetközi kifejezések használata az angol nyelv alapján történik.
- Tudományos, ipari és gazdasági kifejezések használata megengedett.

## Alapszavak

### Műveletek (igék, irányok, egyéb nyelvtani szavak) – 100 szó
come, get, give, go, keep, let, make, put, seem, take, be, do, have, say, see, send, may, will
about, across, after, against, among, at, before, between, by, down, from, in, off, on, over, through, to, under, up, with
as, for, of, till, than
a, the, all, any, every, little, much, no, other, some, such, that, this, I, he, you, who
and, because, but, or, if, though, while, how, when, where, why, 
again, ever, far, forward, here, near, now, out, still, then, there, together, well
almost, enough, even, not, only, quite, so, very, tomorrow, yesterday, 
north, south, east, west, please, yes

### Dolgok – 400 általános szó
account, act, addition, adjustment, advertisement, agreement, air, amount, amusement, animal, answer, apparatus, approval, argument, art, attack, attempt, attention, attraction, authority, back, balance, base, behaviour, belief, birth, bit, bite, blood, blow, body, brass, bread, breath, brother, building, burn, burst, business, butter, canvas, care, cause, chalk, chance, change, cloth, coal, colour, comfort, committee, company, comparison, competition, condition, connection, control, cook, copper, copy, cork, cotton, cough, country, cover, crack, credit, crime, crush, cry, current, curve, damage, danger, daughter, day, death, debt, decision, degree, design, desire, destruction, detail, development, digestion, direction, discovery, discussion, disease, disgust, distance, distribution, division, doubt, drink, driving, dust, earth, edge, education, effect, end, error, event, example, exchange, existence, expansion, experience, expert, fact, fall, family, father, fear, feeling, fiction, field, fight, fire, flame, flight, flower, fold, food, force, form, friend, front, fruit, glass, gold, government, grain, grass, grip, group, growth, guide, harbour, harmony, hate, hearing, heat, help, history, hole, hope, hour, humour, ice, idea, impulse, increase, industry, ink, insect, instrument, insurance, interest, invention, iron, jelly, join, journey, judge, jump, kick, kiss, knowledge, land, language, laugh, law, lead, learning, leather, letter, level, lift, light, limit, linen, liquid, list, look, loss, love, machine, man, manager, mark, market, mass, meal, measure, meat, meeting, memory, metal, middle, milk, mind, mine, minute, mist, money, month, morning, mother, motion, mountain, move, music, name, nation, need, news, night, noise, note, number, observation, offer, oil, operation, opinion, order, organization, ornament, owner, page, pain, paint, paper, part, paste, payment, peace, person, place, plant, play, pleasure, point, poison, polish, porter, position, powder, power, price, print, process, produce, profit, property, prose, protest, pull, punishment, purpose, push, quality, question, rain, range, rate, ray, reaction, reading, reason, record, regret, relation, religion, representative, request, respect, rest, reward, rhythm, rice, river, road, roll, room, rub, rule, run, salt, sand, scale, science, sea seat, secretary, selection, self, sense, servant, sex, shade, shake, shame, shock, side, sign, silk, silver, sister, size, sky, sleep, slip, slope, smash, smell, smile, smoke, sneeze, snow, soap, society, son, song, sort, sound, soup, space, stage, start, statement, steam, steel, step, stitch, stone, stop, story, stretch, structure, substance, sugar, suggestion, summer, support, surprise, swim, system, talk, taste, tax, teaching, tendency, test, theory, thing, thought, thunder, time, tin, top, touch, trade, transport, trick, trouble, turn, twist, unit, use, value, verse, vessel, view, voice, walk, war, wash, waste, water, wave, wax, way, weather, week, weight, wind, wine, winter, woman, wood, wool, word, work, wound, writing, year

### Dolgok – 200 ábrázolható szó
angle, ant, apple, arch, arm, army, baby, bag, ball, band, basin, basket, bath, bed, bee, bell, berry, bird, blade, board, boat, bone, book, boot, bottle, box, boy, brain, brake, branch, brick, bridge, brush, bucket, bulb, button, cake, camera, card, cart, carriage, cat, chain, cheese, chest, chin, church, circle, clock, cloud, coat, collar, comb, cord, cow, cup, curtain, cushion, dog, door, drain, drawer, dress, drop, ear, egg, engine, eye, face, farm, feather, finger, fish, flag, floor, fly, foot, fork, fowl, frame, garden, girl, glove, goat, gun, hair, hammer, hand, hat, head, heart, hook, horn, horse, hospital, house, island, jewel, kettle, key, knee, knife, knot, leaf, leg, library, line, lip, lock, map, match, monkey, moon, mouth, muscle, nail, neck, needle, nerve, net, nose, nut, office, orange, oven, parcel, pen, pencil, picture, pig, pin, pipe, plane, plate, plough, pocket, pot, potato, prison, pump, rail, rat, receipt, ring, rod, roof, root, sail, school, scissors, screw, seed, sheep, shelf, ship, shirt, shoe, skin, skirt, snake, sock, spade, sponge, spoon, spring, square, stamp, star, station, stem, stick, stocking, stomach, store, street, sun, table, tail, thread, throat, thumb, ticket, toe, tongue, tooth, town, train, tray, tree, trousers, umbrella, wall, watch, wheel, whip, whistle, window, wing, wire, worm .

### Tulajdonságok – 100 általános szó
able, acid, angry, automatic, beautiful, black, boiling, bright, broken, brown, cheap, chemical, chief, clean, clear, common, complex, conscious, cut, deep, dependent, early, elastic, electric, equal, fat, fertile, first, fixed, flat, free, frequent, full, general, good, great, grey, hanging, happy, hard, healthy, high, hollow, important, kind, like, living, long, male, married, material, medical, military, natural, necessary, new, normal, open, parallel, past, physical, political, poor, possible, present, private, probable, quick, quiet, ready, red, regular, responsible, right, round, same, second, separate, serious, sharp, smooth, sticky, stiff, straight, strong, sudden, sweet, tall, thick, tight, tired, true, violent, waiting, warm, wet, wide, wise, yellow, young .

### Tulajdonságok – 50 szó
awake, bad, bent, bitter, blue, certain, cold, complete, cruel, dark, dead, dear, delicate, different, dirty, dry, false, feeble, female, foolish, future, green, ill, last, late, left, loose, loud, low, mixed, narrow, old, opposite, public, rough, sad, safe, secret, short, shut, simple, slow, small, soft, solid, special, strange, thin, white, wrong .

## Példamondatok
Néhány példa a come használatára: